# Schulendorf
Schulendorf ist eine Gemeinde im Kreis Herzogtum Lauenburg in Schleswig-Holstein. Die Gemeinde besteht aus den Ortschaften Bartelsdorf, Franzhagen und Schulendorf.

## Geschichte
Schulendorf und Bartelsdorf wurden mit jeweils fünf Hufen erstmals im Jahre 1230 im Ratzeburger Zehntregister urkundlich erwähnt. Sie hießen „Sculenthorp“ und „Bertoldestorp“ und sind wohl deutsche Namensgebungen. „Schulen“ heißt so viel wie „sich verbergen“. „Bartels“ ist ein Rufname, der „glänzend, waltend (herrschend)“ bedeutet. Beide Dörfer sind wahrscheinlich Ende des 12. Jahrhunderts während der deutschen Besiedlung Ostelbiens angelegt worden. Bodenfunde weisen auf eine ältere, slawische Siedlungsschicht hin. Schulendorf und Bartelsdorf waren Bauernsiedlungen. Sie zahlten ihren Zehnt an einen nicht näher bezeichneten Adligen Reinfried, dem auch Krüzen und Hasenthal gehörten.
Franzhagen ist eine jüngere Siedlung. Sie wurde 1605 erstmals erwähnt. Der damals regierende Herzog Franz II. ließ im Franzhof ein Herrenhaus bauen mit einer dazugehörenden Hofkapelle. Die Heimatforschung geht davon aus, dass es auf der Stelle errichtet wurde, die im Zehntregister mit dem Namen „Lelecowe“ bezeichnet wird. Um dieses Herrenhaus ist eine Sage überliefert.
Im 17. Jahrhundert residierte in Franzhof der Herzog Franz, welcher wie alle Fürsten seiner Zeit nach echt französischem Muster regieren wollte. Er ließ ein großes Schloss bauen und ringsumher herrliche Gartenanlagen herrichten. Es mangelte ihm wie vielen anderen Fürsten an dem nötigen Geld. Aber ihn focht das nicht an. Einst plante er, seinen Hof mit Wall und Wassergraben zu umgeben. Dazu fehlte ihm Wasser in der Nähe. Weil der Blasebusch nun hochgelegen und an Wasser reich war, ward daselbst ein Sammelbecken, nach einem späteren Besitzer Baarsteich genannt, angelegt und nach dem Schloss zu ein tiefer Graben, noch jetzt Hofgraben genannt, ausgehoben. Wenige Meter berührte dieser noch die Franzhagener Feldmark, dann gingen Geld und Wasser aus. Die Arbeiter wurden zuletzt mit ledernem Geld belohnt. Aus Rache über diesen schändlichen Betrug erzählt man noch jetzt von dem „ledernen Herzog“.
In der Hofanlage befand sich auch eine Kapelle, die Herzogin Marie im Jahre 1608 bauen ließ. Die gesamte Anlage wurde 1716 abgebrochen. Die Kunstschätze der Kapelle wurden während deren Abbruch vor allem in die Marienkirche von Büchen gebracht. Heute erinnert der Name Franzhof an die herzogliche Vergangenheit von Schulendorf.
Schulendorf wurde 1792, Bartelsdorf 1803 verkoppelt. Bis zu den preußischen Verwaltungsreformen Ende des 19. Jahrhunderts gehörten Bartelsdorf, Franzhagen und Schulendorf zum herrschaftlichen Amt Lauenburg. 1889 kamen sie zum neuen Amtsbezirk Pötrau.
Im Jahre 1900 lebten 331 Einwohner in den drei Dörfern: 122 in Bartelsdorf, 106 in Franzhagen und 103 in Schulendorf. Diese wurden 1938 im Zuge des Groß-Hamburg-Gesetzes von 1937 zu einer politischen Gemeinde zusammengelegt.

## Politik

### Gemeindevertretung
Bei der Kommunalwahl am 14. Mai 2023 wurden insgesamt neun Sitze vergeben. Von diesen erhielt die Freie Wählergemeinschaft Schulendorf sechs Sitze und die Aktiven Bürger Schulendorf drei Sitze.

### Wappen
Blasonierung: „In Gold drei rote Häuser 1 : 2, durch einen blauen im Schnittpunkt unterbrochenen und dort mit einem schwarzen Mühlrad versehenen Wellengöpel geteilt.“
Die Häuser des 2002 verliehenen Wappens symbolisieren die drei Ortsteile Bartelsdorf, Franzhagen und Schulendorf. Aus historischen Gründen befindet sich im Wappen auch ein schwarzes Mühlrad., das für die Neue Mühle steht, die im Jahre 1690 als Ersatz für die im Dreißigjährigen Krieg zerstörte Mordmühle erbaut worden ist.

## Wirtschaft

### Verkehr
Jeder der drei Ortsteile verfügt über eine Anbindung an das ÖPNV-Netz des HVV. Die nächstgelegene Autobahnanschlussstelle (Bundesautobahn 24 Hamburg-Berlin) befindet sich in acht Kilometer Entfernung. Außerdem besteht eine Anbindung an die Bundesstraße 209 Richtung Lauenburg/Schwarzenbek.

### Unternehmen
In der Gemeinde Schulendorf sind verschiedene kleine Unternehmen angesiedelt. Weiterhin befindet sich im Ortsteil Franzhagen noch der Reiterhof Marienhof. Der Ortsteil Bartelsdorf verfügt zudem noch über einen  Bauernladen, in denen ländliche Spezialitäten erworben werden können.